# Musée Bait Al Zubair
Le musée Bait Al Zubair est un musée privé du Sultanat d'Oman situé à Mascate. Il a été fondé par la famille Zubair qui en assure le financement. La plupart des objets exposés sont issus de leurs propres collections.

## Histoire
La bâtisse porte le nom de Bait Al-Bagh (La maison des jardins). Elle devient d'abord la maison de famille des Al Zubair en 1914 et accueille les élites de la région. Il doit son nom au cheikh Al Zubair bin Ali (1871-1956), un dignitaire local qui fut au service de trois sultans, jusqu'à sa mort. La maison devient un musée et ouvre ses portes en février 1998 par Mohammad Al-Zubair,.
En mai 2016, le musée accueille l'exhibition Europe Day constituée d'œuvres d'artistes de 7 pays européens que les ambassades des pays correspondant ont prêté pour l'occasion.
En 2016, le musée a accueilli 91 166 visiteurs.

## Collections
Les pièces de collection de la famille Zubair sont considérées comme les plus exceptionnelles détenues par une entité privée. Le musée se compose de 3 bâtiments (un 4e en construction), et un jardin où pousse un arbre de frankincense et des herbes locales.
Bait Al Zubair propose de nombreuses collections sur les artefacts ethnographiques suivants :
- Costumes traditionnels, bijoux, et objets de la vie quotidienne ;
- Kandjars (poignards traditionnels), sabres, et armes à feu ;
- Timbres, pièces de monnaie, médailles, cartes, manuscrits et imprimés originaux ;
- Galerie maritime.

Le musée expose également un manuscrit du Coran qui datent de 1908 et qui furent une donation à la famille Al Zubair de la part d'un ami.
Le musée est doté d'une bibliothèque de recherche.

## Expositions temporaires
- Manah, a gift of God
- Doors of Zanzibar : Reminiscing Omani history
- Oasis settlements in Oman
- Celebrating Oman' environment – Oman, my beautiful country
- The Maria Theresa thaler in Oman, the story of an Austrian coin in Arabia
- Islamic art in the Calouste Gulbenkian Collection
- And so the story began, exposition de l'artiste contemporaine Radhika Hamlai, du 13 avril 2017 au 4 mai 2017[5]

## Visites
Le musée Bait Al Zubair est ouvert du samedi au jeudi, de 9h30 à 18h00.
Les tarifs s'entrée sont de 2.000 RMO par adulte, 1.000 RMO par enfant, et gratuit pour les enfants de moins de 10 ans.

## Publications
Le musée a publié 3 œuvres sur le patrimoine omanais rédigées par le fondateur du musée, Mohammad Al-Zubair:
- Oman, My Beautiful Country
- Oman, Ancient Civilization: Modern Nation, Towards a Knowledge and Service Economy, co-rédigé avec Vincent McBrierty
- Windows on Oman